# Rondania dispar
Rondania dispar är en tvåvingeart som först beskrevs av Dufour 1851.  Rondania dispar ingår i släktet Rondania och familjen parasitflugor. Arten är reproducerande i Sverige. Inga underarter finns listade i Catalogue of Life.